# Ipeľské Predmostie
Ipeľské Predmostie es un municipio del distrito de Veľký Krtíš en la región de Banská Bystrica, Eslovaquia, con una población estimada a final del año 2024 de 547 habitantes.
Se encuentra ubicado al suroeste de la región, en la cuenca hidrográfica del río Ipoly —un afluente izquierdo del Danubio— y cerca de la frontera con la región de Nitra y con Hungría.

## Demografía
| Año        | 1994 | 2004    | 2014    | 2024     |
| ---------- | ---- | ------- | ------- | -------- |
| Población  | 689  | 635     | 633     | 547      |
| Diferencia |      | −7,83 % | −0,31 % | −13,58 % |

| Año        | 2023 | 2024    |
| ---------- | ---- | ------- |
| Población  | 553  | 547     |
| Diferencia |      | −1,08 % |